# Micky Cook (cầu thủ bóng đá, sinh năm 1950)
Michael J Cook (sinh ngày 25 tháng 1 năm 1950 ở Belmont, Sutton) là một cựu cầu thủ bóng đá người Anh thi đấu ở Football League, ở vị trí tiền đạo. Ông bắt đầu sự nghiệp trẻ tại Crystal Palace và thi đấu chuyên nghiệp vào tháng 2 năm 1968. Ông chỉ có 1 lần ra sân ở Football League vào tháng 5 năm đó  và vào tháng 8 năm 1969 ông chuyển đến Brentford nơi được 20 lần ra sân trong mùa giải 1969–1970 (ghi 4 bàn) trước khi đến bóng đá non-league với Folkestone.